# Helena Silm
Helena Silm (16 de marzo de 1967) es una deportista estonia que compitió en atletismo adaptado. Ganó una medalla de bronce en los Juegos Paralímpicos de Atlanta 1996 en la prueba de pentatlón (clase P10-12).

## Palmarés internacional
| Juegos Paralímpicos | Juegos Paralímpicos      | Juegos Paralímpicos | Juegos Paralímpicos |
| Año                 | Lugar                    | Medalla             | Prueba              |
| ------------------- | ------------------------ | ------------------- | ------------------- |
| 1996                | Atlanta (Estados Unidos) | Medalla de bronce   | Pentatlón P10-12    |